# ТЕС Танджунг-Унканг (Bright)
1°5′23″ пн. ш. 103°54′7″ сх. д. / 1.08972° пн. ш. 103.90194° сх. д.
ТЕС Танджунг-Унканг (Bright) – теплова електростанція на індонезійському острові Батам, споруджена компанією Bright PLN Batam (дочірня структура державної електроенергетичної корпорації PT Perusahaan Listrik Negara). 
В 2020 році на майданчику станції став до ладу парогазовий блок потужністю 120 МВт, у якому дві газові турбіни потужністю по 42,5 МВт живлять через котли-утилізатори одну парову турбіну з таким саме показником у 42,5 МВт.  
Станція використовує природний газ, постачання якого відбувається через газопровід Гріссік – Сінгапур. За добу ТЕС споживає біля 0,5 млн м3 газу.
Видача продукції відбувається по ЛЕП, розрахованій на роботу під напругою 150 кВ.
Можливо відзначити, що біч-о-біч зі станцією Bright PLN Batam діє газотурбінна ТЕС Танджунг-Унканг потужністю 70 МВт, яку створила приватна компанія PT Medco Energi Internasional (через PT Energi Listrik Batam).